# Karabin maszynowy Vickers 12,7 mm
Karabin maszynowy Vickers 12,7 mm – powiększona wersja karabinu maszynowego Vickers, używana przez flotę i armię brytyjską w czasie drugiej wojny światowej. Konstrukcją nie różnił się od wersji kalibru 7,7 mm.

## Historia powstania
Konieczność posiadania takiej broni wynikła z doświadczeń pierwszej wojny światowej, która z jednej strony udowodniła znaczenie karabinów maszynowych, a z drugiej pokazała ich niewielką skuteczność przeciwko nowemu wynalazkowi, jakim były czołgi i wozy opancerzone. Szybki rozwój samolotów też wskazywał na konieczność posiadania szybkostrzelnej broni przeciwlotniczej o dużym zasięgu i sile rażenia. Niemieckie eksperymenty z karabinem maszynowym Maxim kal. 13 mm i francuskie z Hotchkissem 13,2 mm, skłoniły armię i flotę brytyjską do skonstruowania własnego odpowiednika.
W tym celu wykorzystano wypróbowaną i niezawodną konstrukcję, jakim był ulepszony przez Vickersa mechanizm km Maxima, który odpowiednio powiększono, by wykorzystał nabój 12,7 × 81 mm. Dla poprawienia chłodzenia, wszystkie Vickersy 12,7 mm miały żebrowaną osłonę chłodnicy lufy.
W 1928 r. admiralicja brytyjska przeprowadziła test karabinów Vickers 12,7 mm i Browning wz. 1924. Amerykański karabin strzelał silniejszym nabojem, ale był cięższy i nieco bardziej zawodny. Ostatecznie zadecydował fakt, że identyczna konstrukcja karabinów Vickers miała ułatwić szkolenie żołnierzy i obsługę broni.
Przed drugą wojną światową km Vickers 12,7 mm był podstawową małokalibrową bronią przeciwlotniczą Royal Navy i uzbrojeniem brytyjskich wozów pancernych. Podobnie jak jej mniejszy wariant, broń była niezawodna i solidna, jednak stosunkowo słaby nabój nie miał wystarczającej siły rażenia. W armii lądowej Vickersy stopniowo zastępowano w czołgach przez km-y Besa kal. 15 mm (wozy pancerne np. Guy i czołgi piechoty jak Matilda używały Vickersów najdłużej). Także z powodu słabej skuteczności RAF zrezygnował z wielkokalibrowych karabinów maszynowych i z km-ów 7,7 mm przeszedł od razu na działka 20 mm HS 404.

## Modele

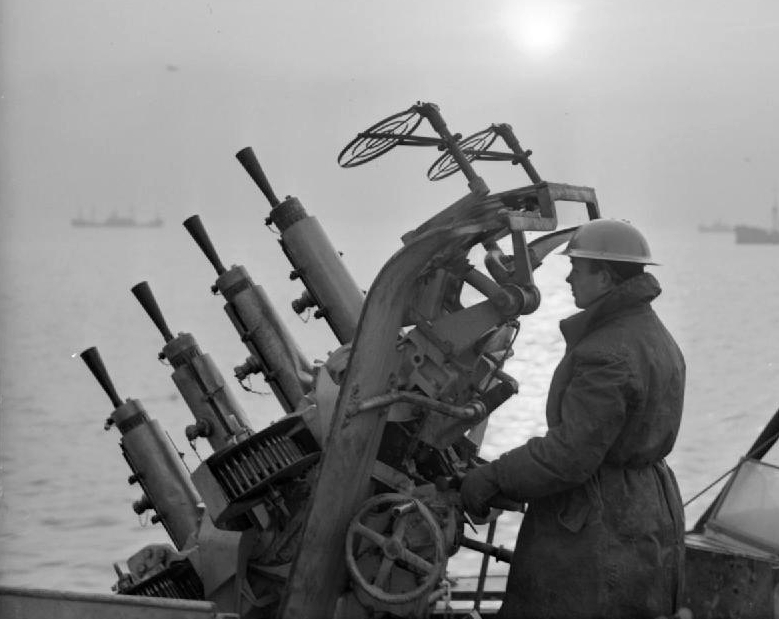
Poczwórnie sprzężone Vickersy MK III na HMS Ashanti

Mark I – wersja rozwojowa, nie produkowana seryjnie. Oficjalne oznaczenie: Gun, Machine, Vickers, .5-inch, Mk. I. Szybkostrzelność ok. 450 strz./min.
Mark II, IV i V – wersje lądowe, przeznaczone dla czołgów i wozów pancernych. Wersja II, z 1932, była pierwszą seryjną, wersja V – finalną, udoskonaloną, o ujednoliconym montażu, umożliwiającym zamienne stosowanie km-ów 7,7 i 12,7 mm. Wprowadzona w 1935, wersja Mk V ważyła 28,9 kg i miała szybkostrzelność ok. 500–600 strz./min. Mk V wyprodukowano ok. 1000 sztuk, poprzednich nie więcej niż 100.
Mark III – wersja przeciwlotnicza dla marynarki wojennej, zasilana 200-nabojową taśmą w wymiennych bębnach. Najbardziej rozpowszechnione były poczwórne lawety, z karabinami ustawionymi pionowo jeden nad drugim, cofniętymi względem umieszczonych poniżej. Lufy były w nich minimalnie rozsunięte względem wspólnej osi, aby zwiększyć obszar pokryty ogniem. Poczwórne podstawy występowały w odmianach: Mark I, I**, II, II** i III. Większość przedwojennych niszczycieli miała dwa takie zestawy, większe okręty cztery do ośmiu. Montowany także na kutrach torpedowych i artyleryjskich w napędzanych wieżyczkach z jednym lub dwoma karabinami. Podwójne podstawy występowały w odmianach: Mark IV, V (napędzana hydraulicznie) i VC (produkcji amerykańskiej), a pojedyncze: Mark VI. Royal Navy używała łącznie ponad 12 500 wkm-ów Vickers, jednak ze względu na malejącą skuteczność, stopniowo zastępowała je działkami Oerlikon 20 mm.